# Эш-Шамия
Эш-Шамия (араб. الشامية‎) — город в Ираке, расположен в мухавазе Кадисии на одном из рукавов Евфрата.

## Географическое положение
Центр города располагается на высоте 20 метров над уровнем моря.

## Демография
Население города по годам:
| 1965   | 2012   |
| ------ | ------ |
| 13 093 | 27 009 |

## Сельское хозяйство
В районе города Эш-Шамия выращивают рис.